# Exsula orientalis
Exsula orientalis är en fjärilsart som beskrevs av Butler 1875. Exsula orientalis ingår i släktet Exsula och familjen nattflyn. Inga underarter finns listade i Catalogue of Life.